# معتمدية فوشانة
معتمدية فوشانة هي إحدى معتمديات ولاية بن عروس، مركزها الإداري هو مدينة فوشانة. تحدها شرقًا وجنوباً معتمدية مرناق، وغربًا معتمدية المحمدية (ولاية بن عروس) ومعتمدية سيدي حسين (ولاية تونس)، وشمالاً معتمدية المروج (ولاية بن عروس) ومعتمدية الوردية (ولاية تونس) وسبخة السيجومي. تعد معتمدية فوشانة 56.628 نسمة (29.232 ذكور و27.396	إناث) حسب إحصائيات عام 2004.
تضم معتمدية فوشانة المدن التالية:
- شبدة،
- فوشانة،
- المغيرة،
- نعسان.

### مواضيع ذات علاقة
- فوشانة.
- ولاية بن عروس.